# Ajmak suchebatorski
Ajmak suchebatorski (mong. Сүхбаатар аймаг) – jeden z 21 ajmaków w Mongolii, znajdujący się we wschodniej części kraju. Stolicą ajmaku jest Baruun-Urt, znajdujący się 460 km na wschód od stolicy kraju Ułan Bator.
Utworzony w 1942 roku z części ajmaków chentejskiego i wschodniego. Swoją nazwę otrzymał w 1943 roku, z okazji 50. rocznicy urodzin Suche Batora. Obejmuje powierzchnię 82 300 km² i dzieli się na 13 somonów. Graniczy z Chinami. Gospodarka oparta na eksploatacji zasobów naturalnych, głównie złóż węgla kamiennego, węgla brunatnego, cynku, wolframu, żelaza. W rolnictwie hodowla zwierząt oraz uprawa ziemi, głównie ziemniaka. Nie uprawia się zbóż.
Liczba ludności w poszczególnych latach:
| 1979   | 1989   | 2000   | 2010   |
| ------ | ------ | ------ | ------ |
| 43 000 | 50 800 | 56 166 | 51 091 |

## Somony
Ajmak suchebatorski dzieli się na 13 somonów:
| - Asgat - Bajandelger - Baruun-Urt - Chaldzan - Dar'gang - Erdencagaan - Mönchchaan | - Naran - Ongon - Süchbaatar - Tümencogt - Tüwszinsziree - Uulbajan |